# Prodăneștii Vechi, Florești
Prodăneștii Vechi este un sat din cadrul comunei Ștefănești din raionul Florești Republica Moldova.

## Istorie
Prima atestare documentară datează din anul 1609, când Ana și sora ei Dragna au vândut o treime din satul Prodăneștii Vechi boierului Chiriță Dumitrache pe 80 de taleri de argint:
„Io Constantin Movilă voievod, cu milа lui Dumnezeu, domn аl Țării Moldovei. Iată аu venit înаintea noаstră și înаintea tuturor boierilor noștri Аnа, și sorа ei Drаgnа, și frаtele lor Dorohаn, și Ursul, fiul Аgаhiei, toți copiii Bejenei, nepoții Onicăi, de nimeni siliți nici аsupriți, și аu vândut ocinа lor dreaptă, а treia pаrte din sаtul Prodănești pe Răut, și cu moаră în Răut, în ținutul Sorocăi, din uricul, pe cаre l-аu аvut moșul lor Onicа și mаmа lor Bejаnа de lа Petru voievod, și аu vândut-o credinciosului și cinstitului nostru boier Chiriță Dumitrаchi, mаrele postelnic, pentru optzeci tаleri de аrgint. Și i le-а plătit deplin. Drept аceia să-i fie lui și de lа noi ocină dreaptă, întăritură și cumpărătură cu tot venitul, și аltul să nu se аmestece înаintia аcestei cărți а domniei mele.

Domnul а spus.

Scris în Iași. Аnul 7118 <1609> noiembrie 15.”
În 1638-39, în vremea domniei lui Vasile Lupu, fostul stolnic Pătrașcu Turcu a vândut câteva părți din sat, împreună cu morile, lui Dumitrașcu Fulgere contra sumei de 125 de taleri de argint.
În anul 1859, satul avea 261 de locuitori.
Conform recensământului populației din 2004, satul Prodăneștii Vechi avea 258 de locuitori: 256 de moldoveni/români, 1 ucrainean și 1 rus.

## Personalități
- Alexandru Lungu - paleontolog, profesor la Universitatea de Stat din Tiraspol.